# توماس ساندوفال
توماس ساندوفال (بالإسبانية: Tomás Sandoval) (30 مارس 1999 بسانتا في في الأرجنتين - ) هو لاعب كرة قدم أرجنتيني في مركز الهجوم. لعب مع نادي أتليتيكو كولون.

## وصلات خارجية
- توماس ساندوفال على موقع قاعدة بيانات كرة القدم.إي يو (الإنجليزية)
- توماس ساندوفال على موقع Soccerway.com (الإنجليزية)